# Salchicha italiana

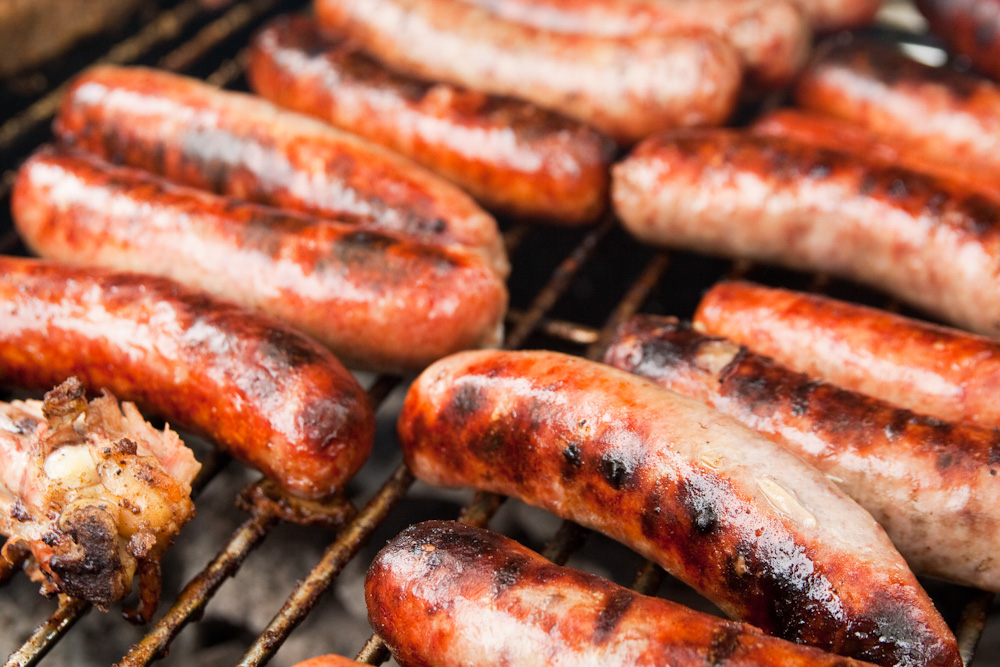
Salchichas italianas a la parrilla.

La salchicha italiana (denominada en inglés como Italian sausage) es un embutido de carne de cerdo picada que es muy popular en Estados Unidos. Suele prepararse asada o en parrillas.
Es equivalente al chorizo criollo  utilizado en Argentina, Costa Rica, España, Paraguay, Uruguay y Venezuela. En Uruguay se la conoce simplemente como salchicha y se la utiliza en tucos y pastas.

## Características

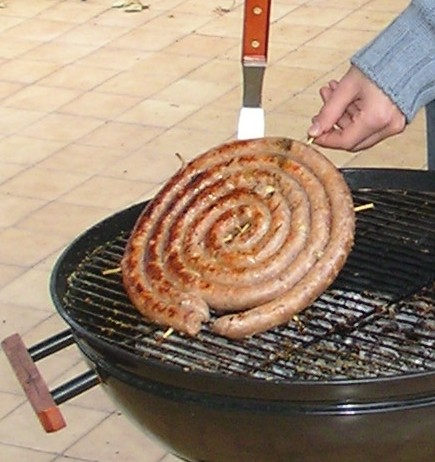
Salchichas italianas.

Su especiado suele ser de hierbas como el hinojo, el anís (Pimpinella anisum). Suele poseer un contenido cárnico de al menos un 85% de carne, de los cuales casi un 35% es grasa. Su empleo como ingrediente de sándwiches norteamericanos le ha convertido en muy popular. Suele ser una salchicha preparada fresca (es decir no se deja secar al aire) que se emplea en asados y barbacoas con el objeto de elaborar sándwiches, servidas en giardiniera o acompañadas de otras verduras como guarnición. Una versión menos popular es la denominada kielbasa, es el nombre utilizado en Polonia para el chorizo y exportado por los inmigrantes polacos a los Estados Unidos donde también es conocida como la White Fresh (o biała que en polaco significa «blanca») es una salchicha que se comercializa tanto ahumada como fresca. En Estados Unidos se encuentra con tres diversas disponibilidades: hot (picante), mild (suave) y sweet (dulce).